# Thomas Alva Edison
Thomas Alva Edison (Milan, Ohio, 11. veljače 1847. – West Orange, 18. listopada 1931.), američki izumitelj i tehničar. 
Kao samouk u mladosti je počeo stvarati i objavljivati tehničke izume. Osnovao je u Menlo Park 1876. godine, nedaleko od New Yorka, glasoviti laboratorij u kojem je radio do smrti, a u njemu 1884. godine radio i Nikola Tesla na usavršavanju dinamo-stroja. Najpoznatiji izumi su mu mikrofon s ugljenim zrncima, megafon, fonograf, stroj za pisanje, telegrafski aparat koji otipkava tiskana slova, kvadrupleks aparat, jednostavna konstrukcija kinematografa na osnovi stroboskopskog efekta. Važan izum je žarulja s niti od ugljena, koja je služila za rasvjetu nekoliko desetljeća, prije izuma žarulje s metalnom niti. Edison je četvrti najplodniji izumitelj svih vremena, američkom patentnom birou prijavio je 1093 patenta.